# L'Esglesiola
L'Esglesiola és un llogaret del municipi de l'Espunyola, al Berguedà, situat al sud del terme municipal, de 29 habitants (2009) S'hi troba l'església de Sant Pere de l'Esglesiola. També es coneix com a Sant Pere de l'Esgleiola. L'església és documentada des del segle xii i al llarg de la baixa edat mitjana consta com a parròquia. L'edifici actual és del segle xviii.